# Смільський Михайло Іванович
Михайло Іванович Смільський  (5 вересня 1920 — 28 серпня 1990) — радянський військовий льотчик, Герой Радянського Союзу (1943), в роки Другої Світової війни командир ескадрильї 504-го штурмового авіаційного полку 226-ї штурмової авіаційної дивізії 8-ї повітряної армії Південного фронту.

## Біографія
Народився 5 вересня 1920 в селі Мохначка (зараз Попільнянський район, Житомирська область) у селянській родині. Українець. Закінчив 7 класів. Працював на Київському авторемонтному заводі.
У радянській армії з 1939 року. У 1940 році закінчив Одеську військову авіаційну школу льотчиків.
На фронтах Другої світової війни з липня 1941 року.
Воював на Південно-Західному, Західному, Сталінградському, Південному і 3-му Білоруському фронтах. До лютого 1943 року старший лейтенант М. І. Смільський скоїв 60 успішних бойових вильотів на скупчення військ противника.
Указом Президії Верховної Ради СРСР від 1 травня 1943 року за мужність і героїзм, проявлені в повітряних боях з німецькими загарбниками старшому лейтенанту Михайлу Івановичу Смільському присвоєно звання Героя Радянського Союзу з врученням ордена Леніна і медалі «Золота Зірка» (№ 951).
Після Сталінградської битви М. І. Смільський воював в Україні і Білорусі, штурмував Кенігсберг. Війну закінчив командиром штурмового авіаполку. За роки Другої світової війни М. І. Смільський здійснив 181 бойовий виліт, особисто знищив або пошкодив 13 німецьких літаків, понад 80 танків, 250 автомашин з піхотою і військовими вантажами, 10 гармат різних калібрів, 3 склади з пальним і боєприпасами, вивів з ладу понад 500 солдатів і офіцерів противника. За час війни був чотири рази поранений.
Після закінчення Другої світової війни М. І. Смільський продовжив службу у ВПС. У 1947 році закінчив Вищі льотно-тактичні курси удосконалення офіцерського складу. Потім вчив літати льотчиків з Китаю, був консультантом з питань авіації на кіностудії імені Довженка.
Був заступником начальника Харківської об'єднаної технічної школи ДТСААФ, головою федерації авіаційного спорту Харківської області. Протягом 10 післявоєнних років очолював Центр підготовки льотчиків-винищувачів ВПС СРСР, база якого знаходилася під Вовчанськом.
З 1970 року полковник М. І. Смільський в запасі. Жив у Харкові. Помер 1 листопада 1990 року. Похований у Харкові на кладовищі № 2.

## Пам'ять
Відповідно до рішення Вовчанського райвиконкому, центральна площа райцентру називається іменем Героя Радянського Союзу Михайла Івановича Смільського.
23 червня 2015 року посол США в Україні Джеффрі Паєтт урочисто передав українській стороні Хрест Льотних Заслуг яким США у 1944 році нагородили Михайла Смільського за героїзм і успішне виконання завдань у ході повітряних операцій під час Другої світової війни. Дана військова нагорода за певних причин не була вручена власнику за життя, і таким чином його нарешті було вшановано посмертно, сама ж нагорода тепер зберігається в експозиції Національного військово-історичного музею України.